# 小井川站
小井川站（日语：／ Koikawa eki */?）是位於山梨縣中央市上三條，屬於東海旅客鐵道（JR東海）的身延線車站。

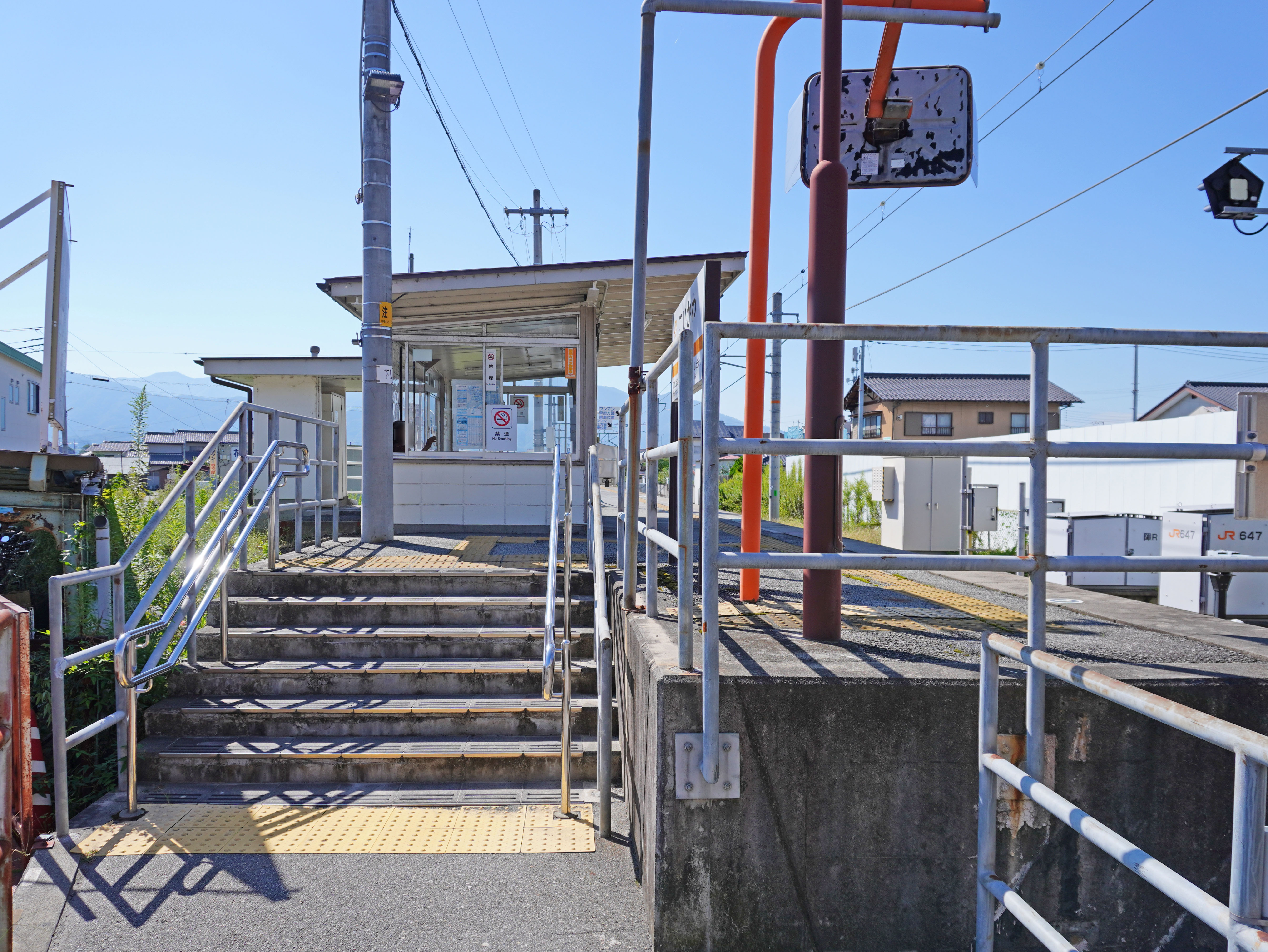
車站入口（2022年10月）

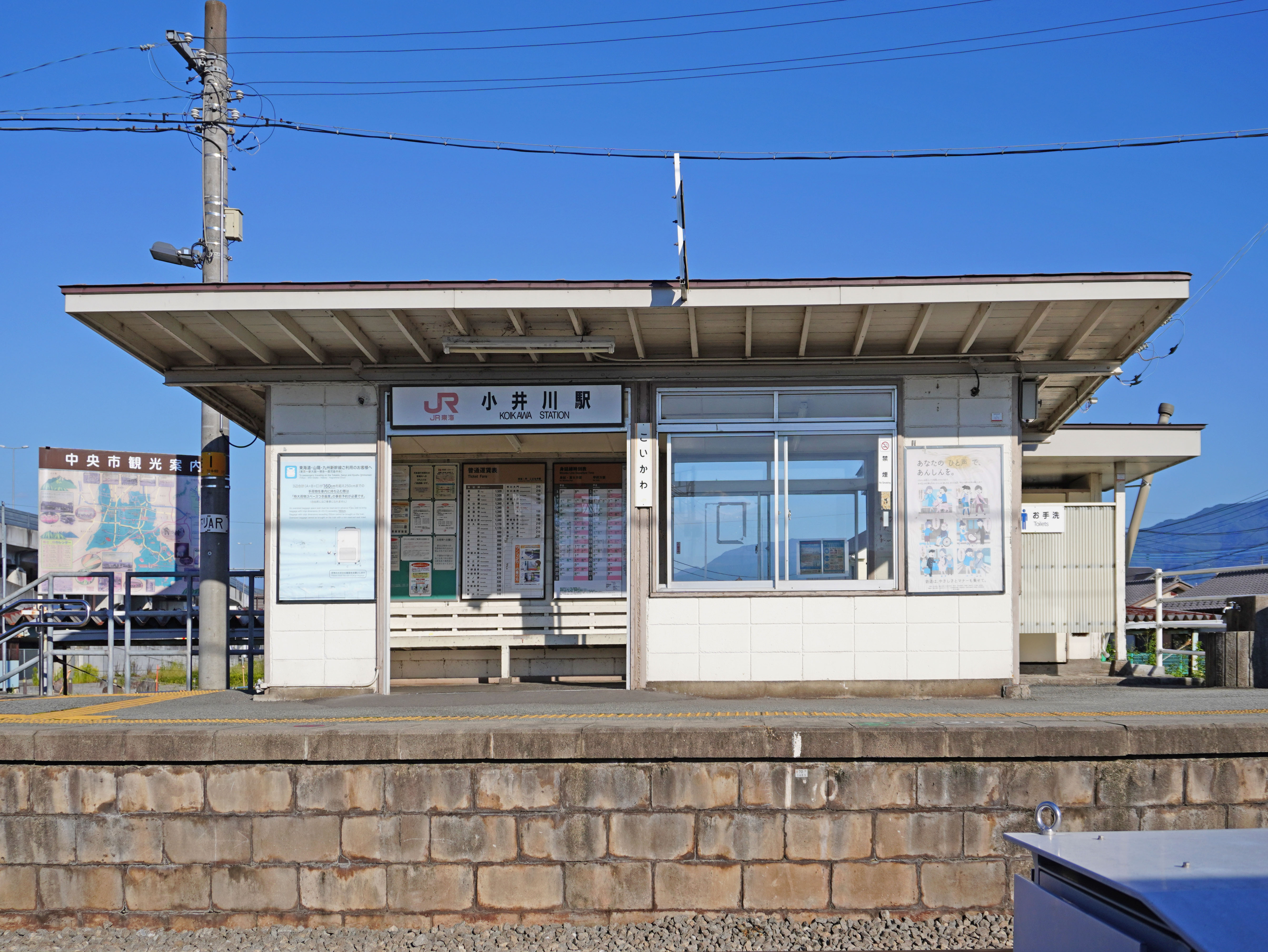
候車室（2022年10月）

## 歷史
- 1929年（昭和4年）8月15日：富士身延鐵道開設小井川停留場，為旅客車站[1]。
- 1938年（昭和13年）10月1日：富士身延鐵道借給鐵道省使用，成為身延線[1]。同時升級為車站。
- 1941年（昭和16年）5月1日：富士身延鐵道正式國有化[1]。
- 1987年（昭和62年）4月1日：伴隨國鐵分割民營化，車站由東海旅客鐵道（JR東海）營運[1]。

## 車站構造

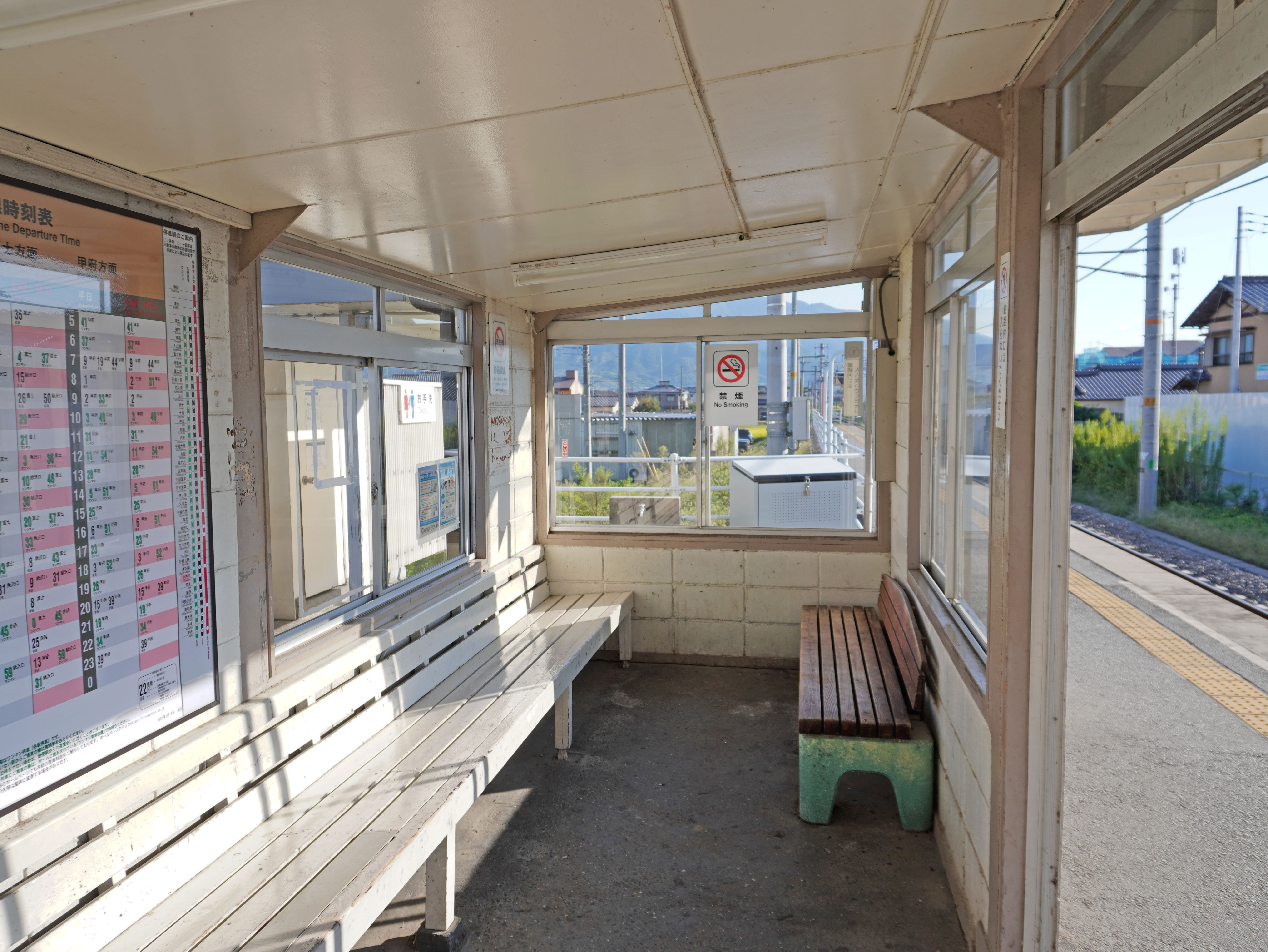
候車室內（2022年10月）

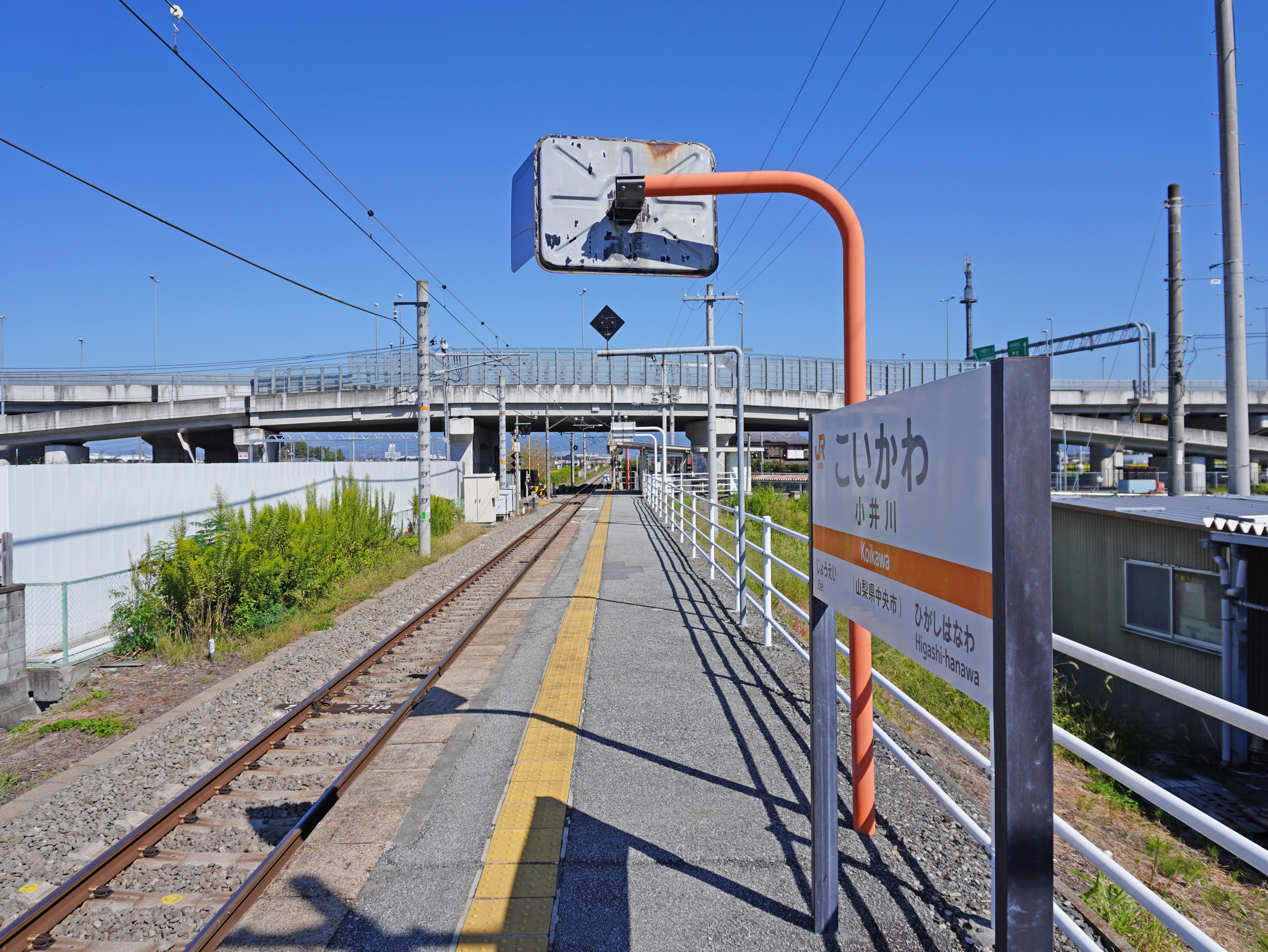
月台（2022年10月）

本站是地面車站，並設有1面1線的單式月台。月台位於路軌東邊，並在靠近常永一方設有樓梯出入口。此站是由南甲府站管理的無人車站，站內沒有設置站房，僅在月台上設有候車室和廁所。站內也沒有設置自動售票機，因此無法在此站購買車票。

## 使用狀況
以下為近年1日乘車人次列表：
| 乘車人次變化 | 乘車人次變化     | 乘車人次變化 |
| 年度         | 1日平均 乘車人次 |              |
| ------------ | ---------------- | ------------ |
| 2006         | 158              |              |
| 2007         | 156              |              |
| 2008         | 172              |              |
| 2009         | 178              |              |
| 2010         | 173              |              |
| 2011         | 169              |              |
| 2012         | 171              |              |
| 2013         | 185              |              |
| 2014         | 188              |              |
| 2015         | 204              |              |
| 2016         | 215              |              |
| 2017         | 222              |              |

## 車站周邊
車站東邊是市營單車停泊場，這是山梨縣道路公社為了推進泊車轉乘而開設。
車站周邊設有住宅，玉穂地域市中心和中央市政廳玉穂廳舍位於車站東邊1公里處。此站最接近山梨大學醫學部校園和山梨大學醫學部附屬醫院。另外，在附屬醫院鄰近AEON Town山梨中央和玉穗下河東簡易郵局，均需從車站步行20分鐘才可到達。使用的士和中央市社區巴士比較方便。
在車站西邊，主要為廣寬的田園地帶。在車站西邊設有縣道3號線，該處鄰近7-11小井川站入口店。在西南方1公里處設有中央市政廳田富廳舍和田富郵局。車站北邊設有韮崎南阿爾卑斯中央線天橋。
公共機構
- 山梨大學醫學部校園
- 山梨大學醫學部附屬醫院（日语：山梨大学医学部附属病院）
- 玉穗下河東簡易郵局

主要商店、設施
- AEON Town山梨中央
  - 山田電機山梨中央店（東邊乘車7分鐘)
  - UNIQLO
  - 戶田書店山梨中央店
- 花輪的士　營業所
- 旅工房（旅行社）
- 遠藤美髮沙龍（理髪店）

神社、宗教設施
- 瑠璃光寺
- 法星院

## 巴士路線
站前設有中央市社區巴士巴士站。在車站對出左邊設有一般巴士路線巴士站。
| 巴士站與 乘車處 | 系統     | 主要途經                                             | 目的地         | 巴士公司 | 備註                                     |
| --------------- | -------- | ---------------------------------------------------- | -------------- | -------- | ---------------------------------------- |
| 小井川站        | 小井川站 | 河濱購物中心、田富北小入口                           | 中央市政廳本館 | 中央市   | 平日3班、星期六2班、星期日及假日暫停服務 |
| 小井川站        | 小井川站 | 山梨大學醫學部附屬醫院、中央市政廳玉穗廳舍、東花輪站 | 絲綢Friendly   | 中央市   | 平日4班、星期六2班、星期日及假日暫停服務 |
| 小井川站入口    | 53       | 上河東、國母、千秋橋、甲府站                         | 縣立中央醫院   | 山梨交通 | 只於平日服務，每日4班                    |
| 小井川站入口    | 53       | 花輪、淺原、南湖、青柳                               | 鰍澤營業所     | 山梨交通 | 只於平日服務，每日4班                    |

## 相鄰車站
東海旅客鐵道（JR東海）
 身延線
東花輪－小井川－常永

## 注腳
1. 1 2 3 4 5  曾根悟（監修）. 朝日新聞出版分冊百科編集部（編集） , 编. . 週刊 歴史でめぐる鉄道全路線 国鉄・JR (朝日新聞出版). 2009-07-26, (3): 22–23 （日语）.
2. ↑  「山梨縣統計年鑑」

## 外部連結
- 國土地理院地圖參閲服務 （页面存档备份，存于） - 小井川站周邊的1/25000地形圖 （页面存档备份，存于）（日語）